# Potentiel éolien
La notion de potentiel éolien désigne la quantité théorique d'énergie éolienne disponible sur un territoire (terrestre ou marin) donné. Il est lié à la force et surtout à la régularité des vents qui ne doivent être ni trop forts, ni trop faibles.

## Potentiel «relatif»

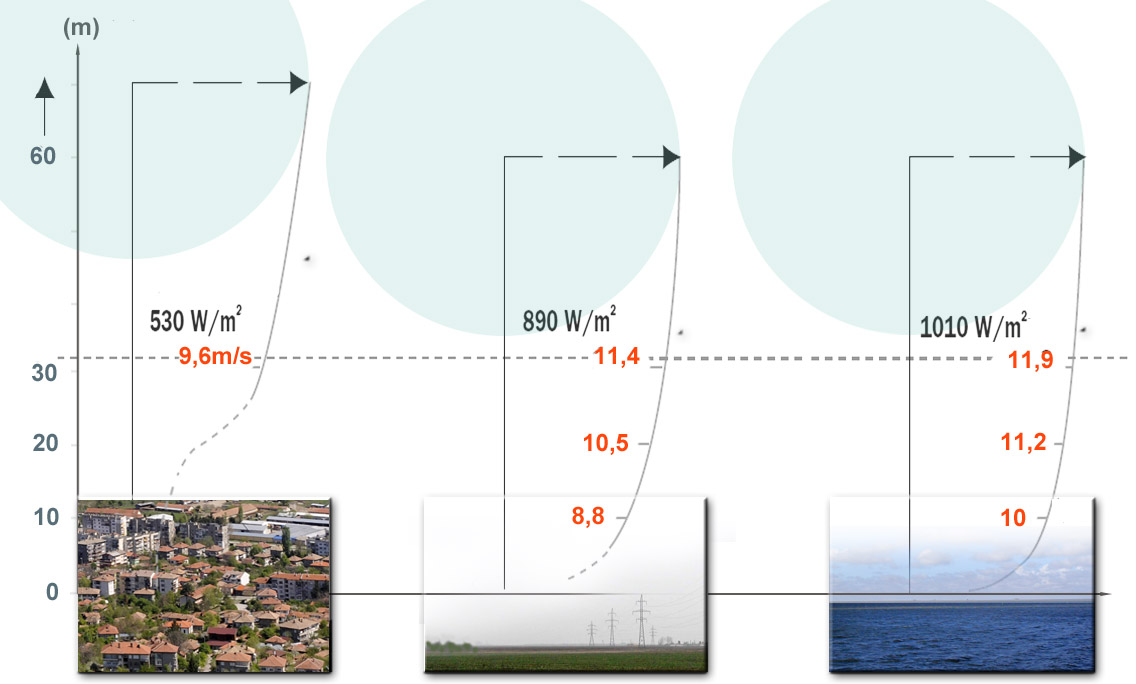
Le potentiel éolien varie selon la hauteur et le type d'environnement ("rugosité" du paysage plus ou moins importante, et plus ou moins source de turbulences).
: la vitesse du vent (en m/s) selon le type d'environnement (urbain, plaine, mer) selon une moyenne indicative qui peut varier selon les régions du monde. gauche, l'échelle indique la hauteur de la nacelle (pour une même nacelle, et une même longueur de pales). Une même éolienne produit environ 2 fois plus d'électricité en mer car le vent y est plus régulier.

Ce potentiel est loin d'être exploité en totalité et ne le sera jamais pour des raisons de protection des milieux ou paysages, de flux de migration d'oiseaux, de proximité d'habitations, manque de connexion au réseau électrique, etc., mais il est utile de le connaître et de le territorialiser pour hiérarchiser les zones d'intérêt pour l'éolien,, dont en mer.
Il est traduit graphiquement et cartographiquement par des cartes notamment utiles pour les atlas éoliens,,, cartes qui peuvent être combinées ou croisées à d'autres cartographies (paysages, environnement, infrastructures) et éventuellement l'imagerie satellitale,. Cependant, un déploiement massif de l'éolien tendrait à modifier la circulation des vents, et ainsi à diminuer le potentiel éolien. L'estimation précise du potentiel éolien mondial nécessite donc de prendre en compte à la fois toutes les contraintes techniques, les contraintes liées à l'aménagement du territoire, mais également l'effet des éoliennes sur le vent. Selon les méthodes utilisées pour modéliser ces contraintes, les estimations peuvent varier grandement mais ne dépassent pas quelques dizainnes de térawatts, soit l'ordre de grandeur de la consommation énergétique mondiale actuelle.
En Europe le potentiel éolien est important, notamment au Royaume-Uni et en France métropolitaine, grâce à une façade maritime longue et bien exposée au vent, qui permet un taux de retour énergétique intéressant. En France, le potentiel théorique (avec les technologies de 2005-2010) pour l’éolien offshore serait d'environ 30 GW. Une étude récente chiffre le potentiel théorique maximal en Europe (plus Royaume-Uni) à 33 000 PJ par an, soit environ 1 000 GW en moyenne, dont un quart au Royaume-Uni seul (essentiellement en mer). Cependant ce potentiel théorique est fortement réduit (12 000 PJ par an, soit une moyenne de 400 GW dont 22 GW en France) si on ne considère que les zones avec un taux de retour énergétique supérieur à 12.
À potentiel de vent égal, le potentiel de puissance électrique variera aussi avec les progrès des turbines. Cependant les éoliennes actuelles sont proches de leur limite de Betz, le rendement théorique maximal.

## Aspects administratifs
Le potentiel éolien est d'abord une notion technique, mais dans la plupart des pays, les banques et/ou collectivités subventionnent l'éolien en fonction de ce potentiel, aussi cette notion a-t-elle aussi pris une dimension administrative.
Ainsi, en France, ce potentiel conditionne la légalité administrative d'une zone de développement de l'éolien (ZDE, qui devraient disparaitre avec la « loi Brottes » (sous réserve de son adoption en 2013) au profit des « schémas régionaux éoliens » ou SRE. Ce potentiel participe aussi à la définition des conditions d'achat de l'électricité produite.
L'existence d'un « gisement éolien » sur le site est une condition nécessaire, mais cependant non suffisante « pour que le critère légal tiré du potentiel éolien de la zone soit satisfait » (les porteurs de projets doivent aussi en France ternir compte des servitudes radars, de la procédure ICPE de la règle des 500 mètres et de périmètres divers exclusions établis notamment selon les lois montagne et littoral ou d'autres critères volontairement retenus par les régions pour les paysages et la biodiversité.
En France toujours, loi Grenelle I fixe comme objectif  23 % de la consommation énergétique finale du pays issus de ressources renouvelables en 2020. Le plan national « Énergies renouvelables » prévoit que l'éolien contribue à cet objectif avec 25 GW installés en 2020 (19 GW terrestres et 6 000 en mer), soit 10 % de la production nationale d’électricité.

## Exemple
À titre d'illustration, le Québec disposerait d'un potentiel éolien théorique total, techniquement exploitable, de 3 984 322 MW soit près de 100 fois la puissance de l'ensemble de ses centrales hydrauliques.
Si on le limitait au territoire situé à moins de 25 kilomètres de part et d'autre des lignes à haute tension qui parcourent la province, le potentiel éolien du Québec demeure supérieur à 100 GW de puissance, soit trois fois sa production hydraulique actuelle.
La principale limite au développement du potentiel éolien du Québec est la capacité du réseau électrique actuel à intégrer à peu de frais cette nouvelle production. Cette capacité d'intégration a été estimée par Hydro-Québec à moins de 4 GW.

## Calcul du potentiel éolien

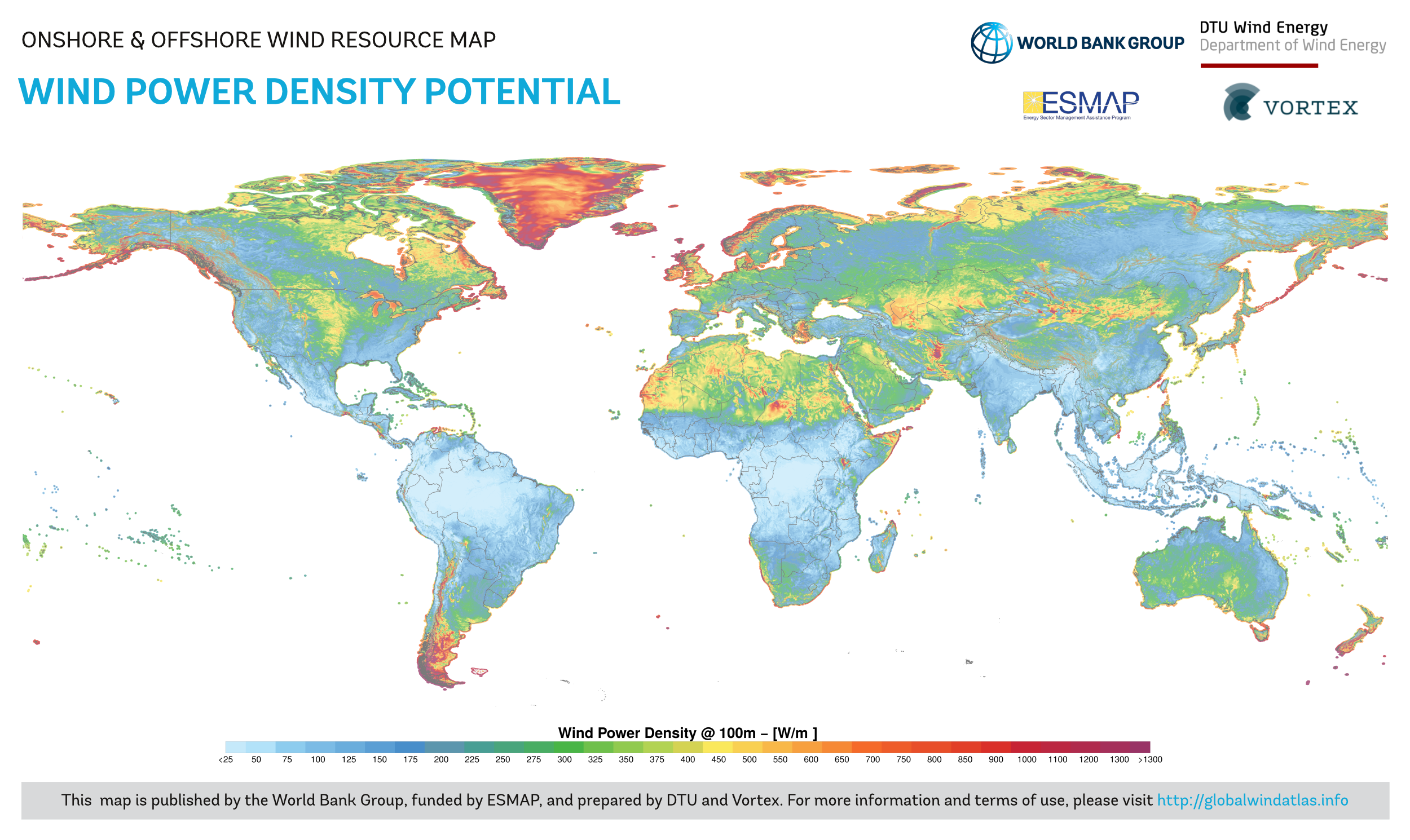
Potentiel éolien global estimé sur Terre.

Il doit être déterminé sur la base de méthodologies éprouvées, et de façon scientifique (ex : modélisation sur la base des données météorologique disponibles + vérification in situ par mesure du vent sur un mât durant au moins un an), de manière à apprécier le potentiel local et non théorique.
Ces calculs ont bénéficié des progrès de la météorologiques et climatiques, ainsi que, sur la base d'interpolations de plus en plus précises de modèles affinés, notamment produits pour suivre la dispersion aérienne de panaches de pollution, notamment radioactive

Un mât de mesure manométrique
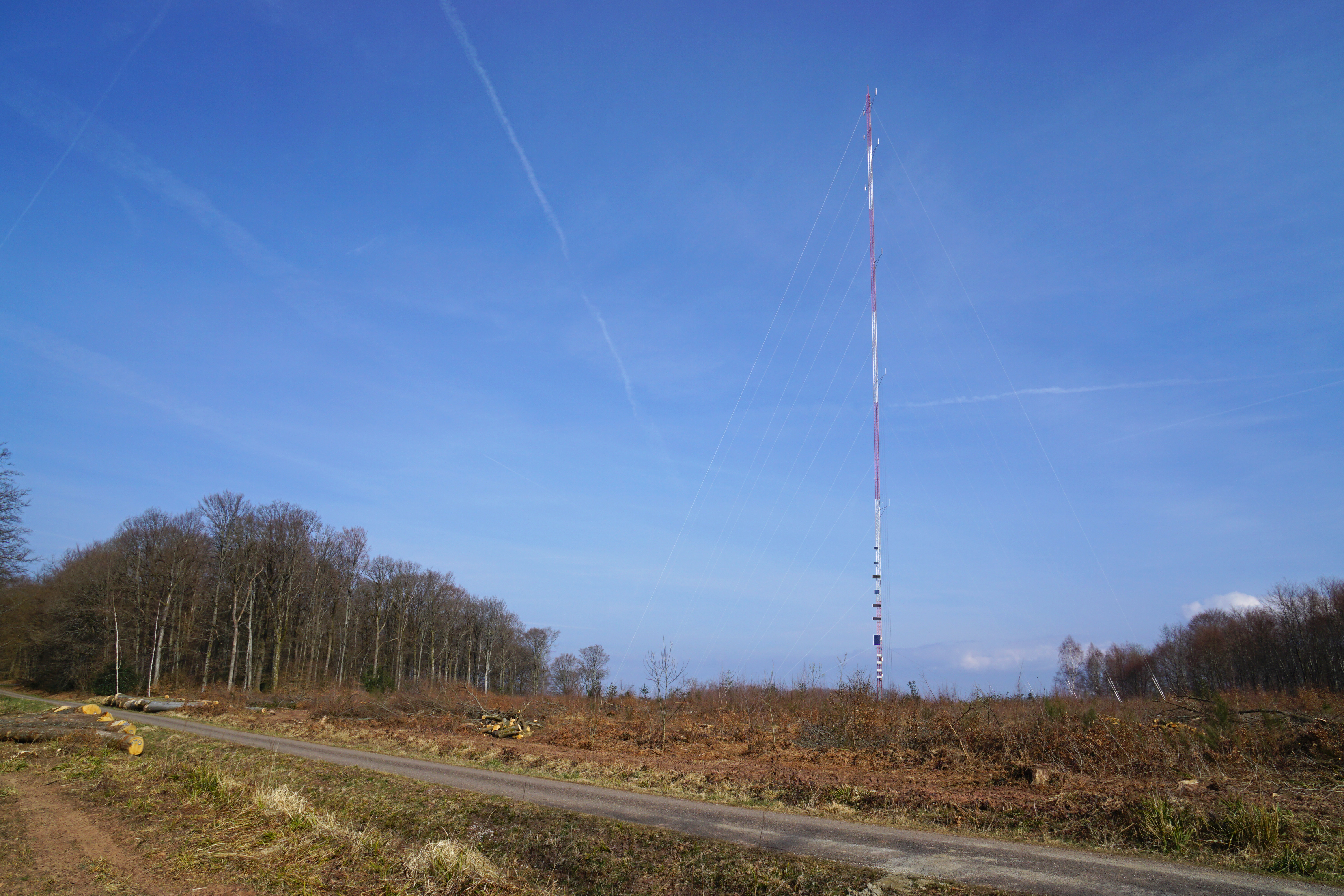
Vue d'ensemble entre Saulnot et Granges-le-Bourg.
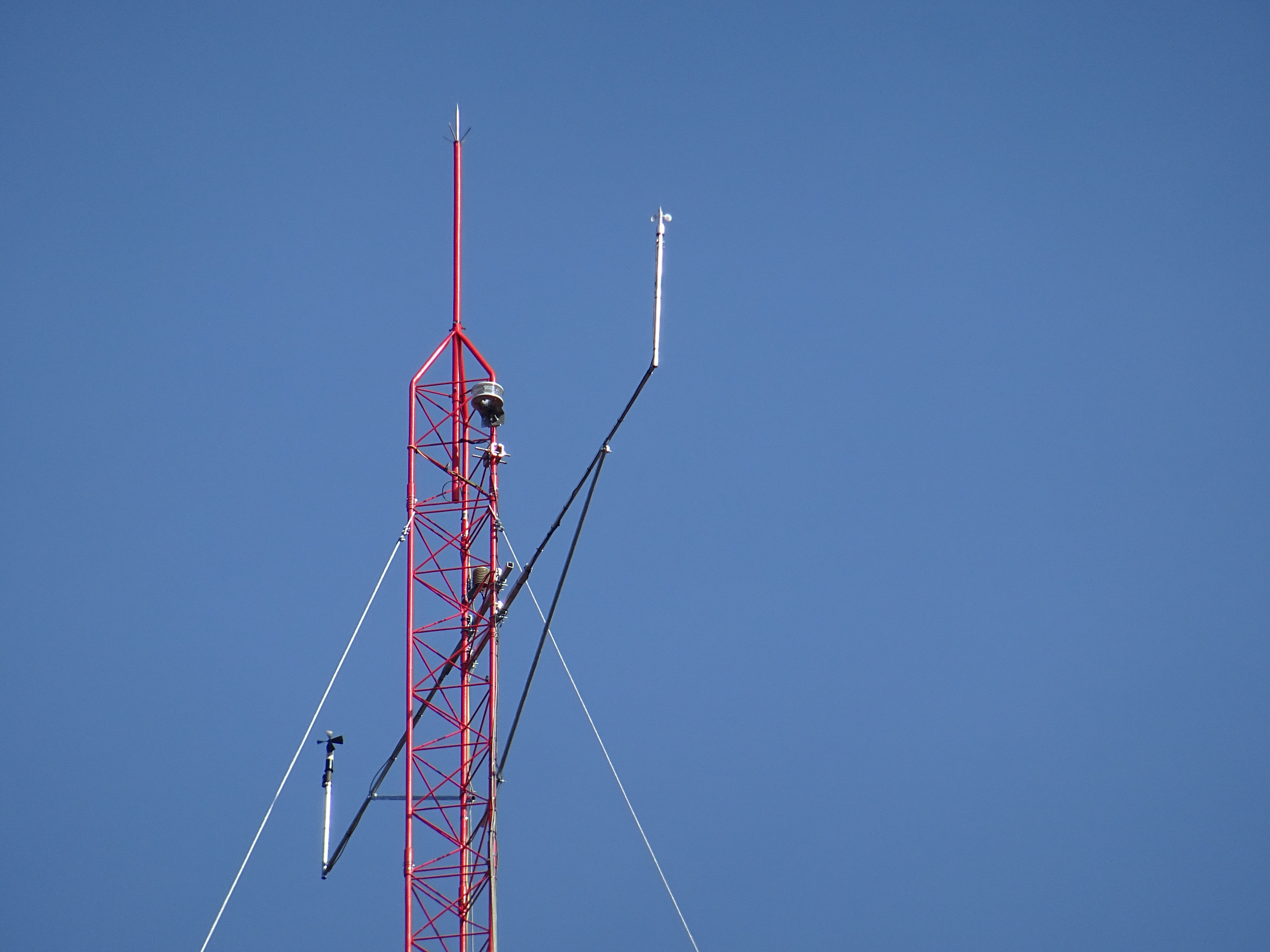
Détail du sommet avec anémomètre, girouette et antenne.
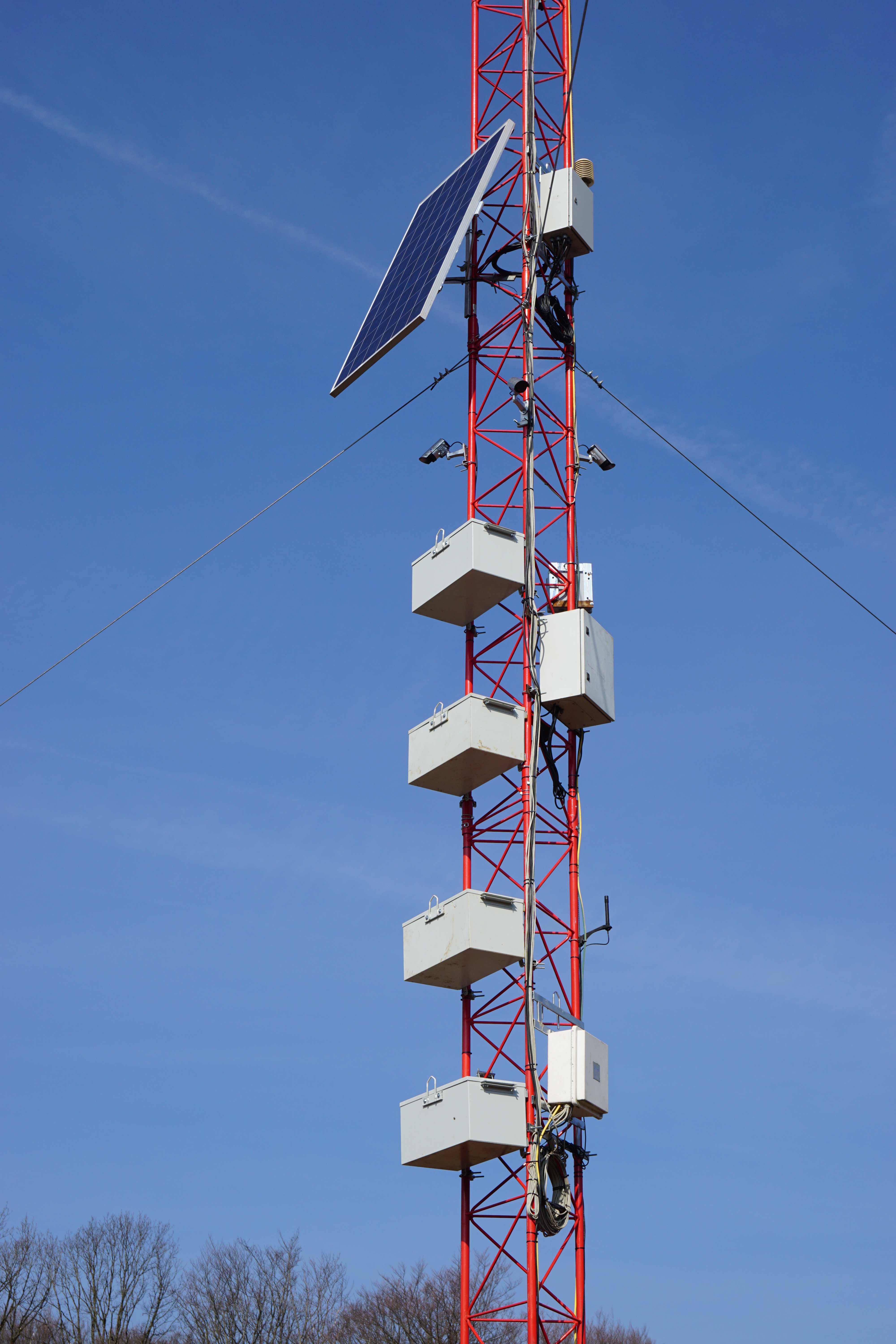
Les boîtiers d'analyse.
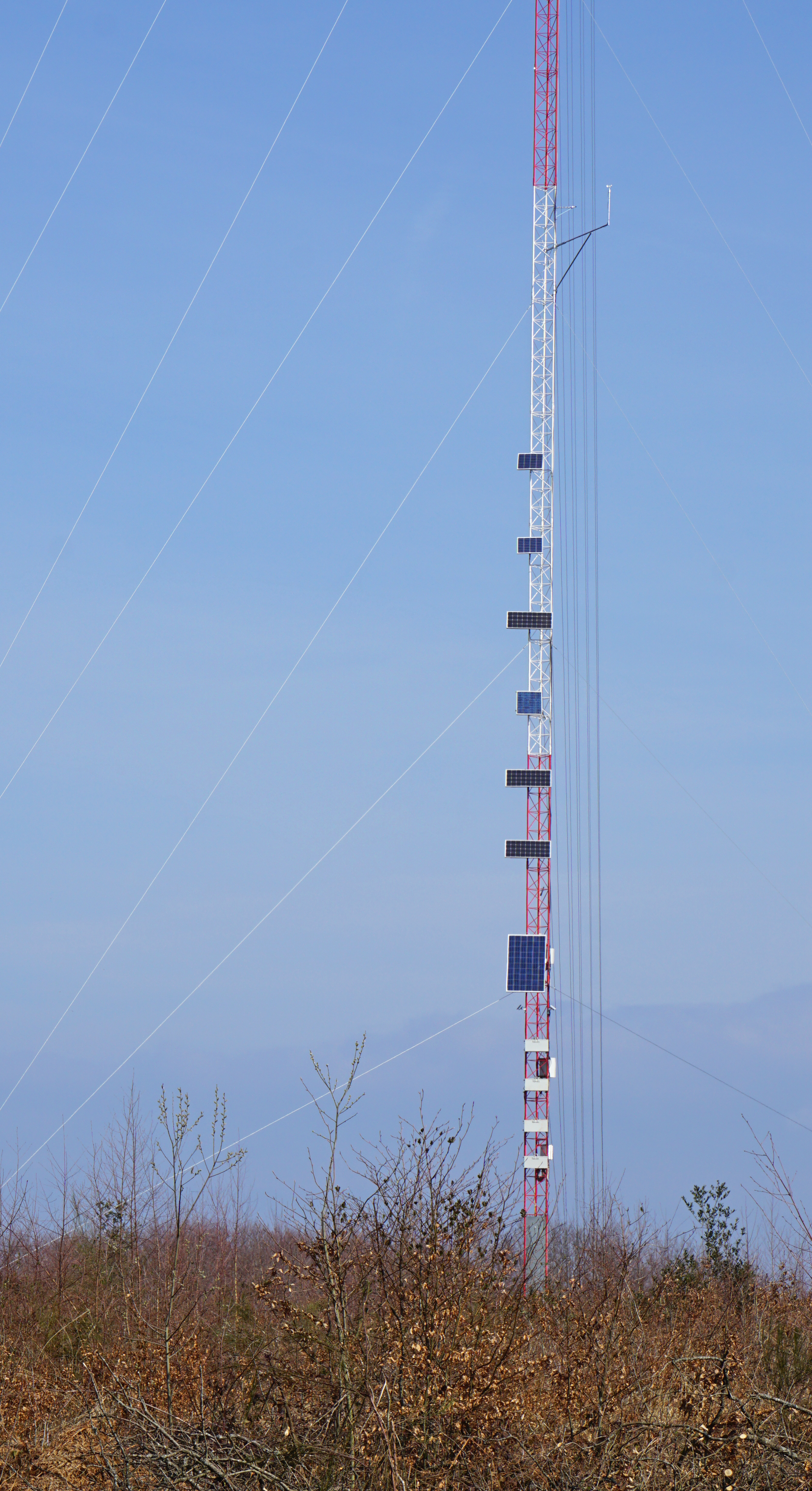
Les panneaux solaires.

## Cas particulier de l'offshore
Les gisements offshore sont de loin les plus intéressants en termes de potentialité pour la régularité de leur vent (pas de turbulences créées par les reliefs ou bâtiments et localement caractérisés par des vents très réguliers).
Dans ces zones, l'absence de station météo et l'insuffisance des données issues de réseaux de bouées ou des navires impliquent le recours (depuis les années 1980 environ) à des modèles, y compris pour les reliefs et paysages complexes, et des techniques récentes utilisant notamment le Diffusomètre, les microondes et le radar aéroporté,,, et l'imagerie satellitale peuvent permettre d'affiner les études de potentialité éolienne. En combinant ces deux types de données, des cartographies à haute résolution du potentiel éolien peuvent être obtenues.
De nouveaux câbles dits « HVDC » (pour « High Voltage Direct Current ») permettent de transporter l'électricité sur de longue distance avec peu de pertes en ligne, mais ils restent coûteux. Par exemple pour répondre à 30 % des besoins projetés par l’Allemagne dans l'éolien offshore, Mistsubishi va investir 576 millions € dans 4 projets de câblage en haute mer, pour un investissement total de 2,9 milliards d'€ correspondant à une production de 2,8 GW.

## Prospective et potentiel éolien
Le potentiel éolien d'une même zone a d'un certain point de vue augmenté avec les progrès technologiques pour deux raisons. Plus exactement il est de mieux en mieux exploité grâce à des pales plus longues, des aérogénérateur convertissant l'énergie mécanique du vent en énergie électrique avec plus d'efficacité. Enfin, des mâts plus hauts permettant d'exploiter un vent plus fort et plus régulier : la taille des plus grands mâts a été multipliée par 10 de 1985 (15 m) à 2005 (126 m), permettant de faire passer la production de quelques centaines de kW à 5 MW (en 2005), avec des perspectives de 8 à 10 MW pour des mâts de 160 m.
Une exploitation du potentiel éolien est un des importants moyens mentionnés pour la mise en œuvre du protocole de Kyoto.
Avec les technologies disponibles et le soutien des collectivités, elle pourrait fournir au moins 12 % de l'énergie consommée dans le monde en 2020, son caractère intermittent pouvant être en (très petite) partie compensé par une large répartition des éoliennes, mais la mise à profit de ce foisonnement nécessite la construction de nombreuses lignes à haute tension, et un interfaçage correct avec le réseau de production d'énergie solaire  et des systèmes de stockage de l'énergie et de smart grid ainsi qu'un « Internet de l'énergie » tels que proposés par Jeremy Rifkin (prospectiviste américain) dans son projet de troisième révolution industrielle.
Avec le développement de la recherche, à horizon 2030, dont en Europe et 2050, la part de l'éolien pourrait encore croître si l'on exploite mieux le potentiel offshore et si les progrès technologiques continuent à augmenter au rythme actuel.
Localement, sur certaines zones climatiques limites, on peut penser que le dérèglement climatique pourrait modifier la géographie du potentiel éolien avec des effets qui pourraient se ressentir en quelques décennies.

## Évaluation
L'évaluation du potentiel éolien permet d'évaluer les productions futures en énergie éolienne à court terme. Débutant au Danemark dans les années 1970, la technique a évolué au fur et à mesure de son expansion en Europe.
Des mesures de la puissance du vent et des conditions météorologiques, à l'aide de tours météorologiques équipées d'anémomètres, de girouettes, et parfois de capteurs de température, pression et humidité relative, sont effectuées. Les données doivent être recueillies pendant une période d'au moins une année pour calculer une distribution représentative de fréquences de vitesses du vent, notamment par des stations météorologiques permanentes (d'habitude aux aéroports). Ces données sont utilisées pour ajuster celles captées sur le site afin que les vitesses moyennes du vent soient représentatives de la vitesse sur une période longue pour laquelle des mesures sur le site ne sont pas disponibles.